# Symphlebomis antipolo
Symphlebomis antipolo är en fjärilsart som beskrevs av Semper 1898. Symphlebomis antipolo ingår i släktet Symphlebomis och familjen björnspinnare. Inga underarter finns listade i Catalogue of Life.